# Győző Kulcsár
Győző Kulcsár (Boedapest, 18 oktober 1940 - aldaar, 19 september 2018) was een Hongaars schermer.

## Carrière
Győző Kulcsár werd in 1940 in Boedapest geboren, maar woonde tijdens de Tweede Wereldoorlog met zijn ouders eerst in Duitsland en daarna in Zweden. In 1946 keerden zij terug naar Hongarije, waar hij op 15-jarige leeftijd zijn sportcarrière begon. Vanaf 1957 kwam hij uit voor Dózsa Újpest. Tijdens zijn universiteitsjaren in Miskolc kwam Kulcsár uit voor Miskolc EAFC, daarna verhuisde hij terug naar Boedapest waar hij kort uitkwam voor Vasas en daarna voor OSC.
Kulcsár speelde zowel floret als degen, en was lid van beide Hongaarse nationale teams tussen 1962-79, maar behaalde het meeste van zijn successen in degen. Gedurende bijna twee decennia speelde hij een belangrijke rol in het succes van het Hongaarse degen-team, een van de beste teams in de wereld in die tijd. Vanaf 1964 hielp hij bij het winnen van drie opeenvolgende Olympische teamtitels, en won ook individueel goud in 1968. Op de Wereldkampioenschappen won Kulcsár negen medailles, waaronder drie gouden.
Kulcsár studeerde af aan het College voor Lichamelijke Opvoeding en de Technische Universiteit. Na het beëindigen van zijn sportcarrière werd hij in 1979 secretaris-generaal van de Hongaarse Schermbond. Van 1980 tot 1988 was hij hoofdcoach van de Hongaarse nationale ploeg. Van 1988 tot 2001 werkte Kulcsár als trainer bij AC Pro Vercelli in Italië, terwijl hij vanaf 2001 coach was bij Bp. Honvéd en van 2005 tot 2012, hoofdcoach was van het Hongaarse degen-team.
Tot zijn beroemde leerlingen behoorden Tímea Nagy, Szász Emese, Gábor Boczkó en zijn neef, Krisztián Kulcsár. Győző Kulcsár werd driemaal verkozen tot Hongaars schermer van het jaar (1968, 1971, 1974). In 2000 werd hij gekozen tot lid van de Vereniging van de Beste Hongaarse Atleten Aller Tijden.

## Resultaten

### Olympische Zomerspelen
| Jaar | Plaats      | Resultaten          |
| ---- | ----------- | ------------------- |
| 1964 | Tokio       | degen team 9e degen |
| 1968 | Mexico-stad | degen degen team    |
| 1972 | München     | degen team degen    |
| 1976 | Montreal    | degen 4e degen team |

### Wereldkampioenschappen schermen
| Jaar | Plaats    | Resultaten |
| ---- | --------- | ---------- |
| 1963 | Gdańsk    | degen team |
| 1967 | Montreal  | degen team |
| 1969 | Havana    | degen team |
| 1970 | Ankara    | degen team |
| 1971 | Wenen     | degen team |
| 1973 | Göteborg  | degen team |
| 1974 | Grenoble  | degen team |
| 1975 | Boedapest | degen team |
| 1978 | Hamburg   | degen team |

1900: Ramón Fonst ·
1904: Ramón Fonst ·
1908: Gaston Alibert ·
1912: Paul Anspach ·
1920: Armand Massard ·
1924: Charles Delporte ·
1928: Lucien Gaudin ·
1932: Giancarlo Cornaggia-Medici ·
1936: Franco Riccardi ·
1948: Gino Cantone ·
1952: Edoardo Mangiarotti ·
1956: Carlo Pavesi ·
1960: Giuseppe Delfino ·
1964: Grigori Kriss ·
1968: Győző Kulcsár ·
1972: Csaba Fenyvesi ·
1976: Alexander Pusch ·
1980: Johan Harmenberg ·
1984: Philippe Boisse ·
1988: Arnd Schmitt ·
1992: Éric Srecki ·
1996: Aleksandr Beketov ·
2000: Pavel Kolobkov ·
2004: Marcel Fischer ·
2008: Matteo Tagliariol · 
2012: Rubén Limardo · 
2016: Park Sang-young · 
2020: Romain Cannone · 
2024: Koki Kano
1908: Alibert, Berger, Collignon, Gravier, Lippmann, Olivier, Stern ·
1912: H. Anspach, P. Anspach, Hennet, Ochs, Salmon, Willems ·
1920: Allocchio, Bozza, Canova, Costantino, Marrazzi, A. Nadi, N. Nadi, Olivier, Thaon di Revel, Urbani ·
1924:  Buchard, Ducret, Gaudin, Labatut, Liottel, Lippmann, Tainturier ·
1928:  Agostoni, Basletta, M. Bertinetti, Cornaggia-Medici, Minoli, Riccardi ·
1932: Buchard, Cattiau, Jourdant, Piot, Schmetz, Tainturier ·
1936: Brusati, Cornaggia-Medici, E. Mangiarotti, Pezzana, Ragno, Riccardi ·
1948: Artigas, Desprets, Guérin, Huet, Lepage, Pécheux ·
1952: Battaglia, F. Bertinetti, Delfino, D. Mangiarotti, E. Mangiarotti, Pavesi ·
1956: Anglesio, F. Bertinetti, Delfino, E. Mangiarotti, Pavesi, Pellegrino ·
1960: Delfino, E. Mangiarotti, Marini, Pavesi, Pellegrino, Saccaro ·
1964: Bárány, Gábor, Kausz, Kulcsár, Nemere ·
1968: Fenyvesi, Kulcsár, Nagy, Nemere, P. Schmitt ·
1972: Erdős, Fenyvesi, Kulcsár, Osztrics, P. Schmitt ·
1976: Edling, Von Essen, Flodström, Högström, Jacobson ·
1980: Boisse, Gardas, Picot, Riboud, Salesse ·
1984: Borrmann, Fischer, Heer, Nickel, Pusch ·
1988: Delpla, Henry, Lenglet, Riboud, Srecki ·
1992: Borrmann, Felisiak, Proske, Resnitstsjenko, A. Schmitt ·
1996: Cuomo, Mazzoni, Randazzo ·
2000: Mazzoni, Milanoli, Randazzo, Rota ·
2004: Boisse, F. Jeannet, J. Jeannet, Obry ·
2008: F. Jeannet, J. Jeannet, Robeiri ·
2016: Borel, Grumier, Jérent, Lucenay ·
2020: Kano, Minobe, Yamada, Uyama ·
2024: Koch, Andrásfi, Siklósi, Nagy